# كالسيوم
الكالسيوم هو عنصر كيميائي رمزه Ca وعدده الذرّي 20 (ملاحظة 1) وهو ينتمي إلى الفلزّات القلوية الترابية، التي تقع في المجموعة الثانية للجدول الدوري للعناصر. يتميّز هذا الفلزّ بنشاطه الكيميائي، لذلك لا يوجد بشكله الحرّ في الطبيعة، إذ تتشكلّ طبقةٌ من الأكسيد والنتريد على سطحه عند تعرّضه للهواء. يشابه هذا العنصر في خواصه الكيميائية والفيزيائية خواصَ أقرانه الأثقل في مجموعة الفلزّات القلوية: السترونتيوم والباريوم. يعدّ الكالسيوم خامسَ العناصر الكيميائية من حيث الوفرة الطبيعية في القشرة الأرضية، وثالث الفلزّات من حيث ذلك الترتيب بعد الألومنيوم والحديد؛ وهو يوجد فيها غالباً على شكل مركّب كربونات الكالسيوم، الذي يدخل في تركيب الحجر الجيري؛ كما يوجد أيضاً على شكل مركّبات أخرى في معادن الجصّ (الجبس) والأنهيدريت والفلوريت والأباتيت، والتي تعدّ من الخامات الطبيعية للكالسيوم أيضاً.
عُرفت كيمياء الكالسيوم بشكلٍ معمَّق منذ القرن التاسع عشر الميلادي، وذلك عندما تمكّن همفري ديفي سنة 1808 من عزل العنصر لأوّل مرّة بواسطة التحليل الكهربائي لأكسيده، وهو من أطلق عليه هذا الاسم، والذي اشتقّه من الكلمة اللاتينية «calx»، والتي تعني جير. ينتشر استخدام مركّبات الكالسيوم في العديد من التطبيقات الصناعية على نطاقٍ واسع تشمل الصناعات الغذائية والدوائية وصناعة الورق وغيرها من الصناعات الأخرى.
للكالسيوم أهمّية حيوية كبيرة، فهو أكثر الفلزّات وخامس العناصر الكيميائية من حيث الوفرة في جسم الإنسان. عندما يكون الكالسيوم على هيئة كهرل (إلكتروليت)، فهو يلعب دوراً حيوياً مهمّاً في العمليات والوظائف الفيزيولوجية والكيميائية الحيوية في الخلايا؛ وخاصّةً في مسارات توصيل الإشارة وفي إفراز النواقل العصبية من العصبونات وفي الجهد الغشائي وفي تقلّص العضلات؛ كما يدخل الكالسيوم أيضاً في تركيب العظام. يؤدي نقصه إلى اضطراب في الوظائف الحيوية وهشاشة العظام والأسنان وتقلص في العضلات. يوجد عدد من المصادر الغذائية الغنية بالكالسيوم مثل الحليب ومشتقاته، وكذلك في بعض المصدار النباتية مثل القرنبيط الأخضر.

## التاريخ

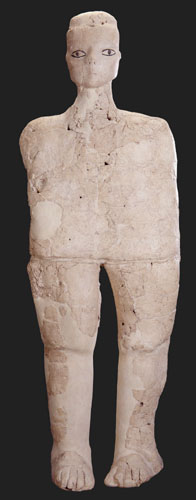
أحد تماثيل عين غزال المصنوعة من الجص.

على الرغم من أنّ الكالسيوم لم يُعرَف على شكله العنصري إلّا في عصورٍ متأخّرة، إلّا أنّ مركّبات الكالسيوم عرفت قديماً منذ آلاف السنين؛ ولفترةٍ تصل قبل حوالي 7000 سنة. فقد استخدم الجير منذ القدم في البناء؛ وكذلك في الزخرفة وصناعة التماثيل. يعود أقدم قمين استُخدِمَ في حرق الجير إلى حوالي 2500 سنة قبل الميلاد، والذي عُثرَ عليه في محلّة خفاجة في بلاد الرافدين (العراق حالياً)؛ وفي الفترة التاريخية ذاتها تقريباً استُخدمَ الجصّ في عمارة الهرم الأكبر ولاحقاً في بناء قبر توت عنخ آمون.
استَخدم سكّانُ روما القديمة مونة الجير المُستَحصلَة من تسخين الحجر الجيري في البناء، وقد عزا فيتروفيو خفّة وزن الجير المستحصل بالمقارنة مع الحجر الجيري الأصلي إلى فقدان الماء بالتسخين؛ إلّا أنَ جوزيف بلاك بَيّن لاحقاً أنّ ذلك يعود إلى فقدان غاز ثنائي أكسيد الكربون، والذي لم يكن معروفاً للرومان آنذاك. في سنة 1787 وأثناء دراسته وتصنيفه للعناصر، اعتقد أنطوان لافوازييه أنّه من المحتمل أن يكون الجير أكسيداً لأحد العناصر الكيميائية الأساسية.
كان همفري ديفي أوّل من تمكّن من عزل عنصر الكالسيوم وذلك بالإضافة إلى مجانساته من العناصر الأخرى القريبة مثل المغنسيوم والسترونتيوم والباريوم وذلك سنة 1808 عن طريق التحليل الكهربائي للأكاسيد الموافقة. قام ديفي في تلك التجرية بوضع مزيجٍ من أكسيد الكالسيوم وثنائي أكسيد الزئبق على صفيحة من البلاتين، حيث أدّت دور المصعد في الخلية الكهركيميائية، في حين أنّ المهبط كان سلكاً مصنوعاً من البلاتين ومغموساً بشكل جزئي في الزئبق. أعطت التجربة ناتجاً من ملغمة الكالسيوم مع الزئبق، والتي أدّى تسخينها إلى تفكّكها والحصول على فلز الكالسيوم بشكله العنصري الحرّ لأوّل مرّة. كانت هذه التجربة كافيةً للحصول على الكالسيوم على صعيد مخبري، إلّا أنّ طُرقَ الحصول عليه على صعيدٍ صناعي طُوّرت بعد ذلك بأكثر من قرنٍ من الزمان.

## الوفرة والإنتاج

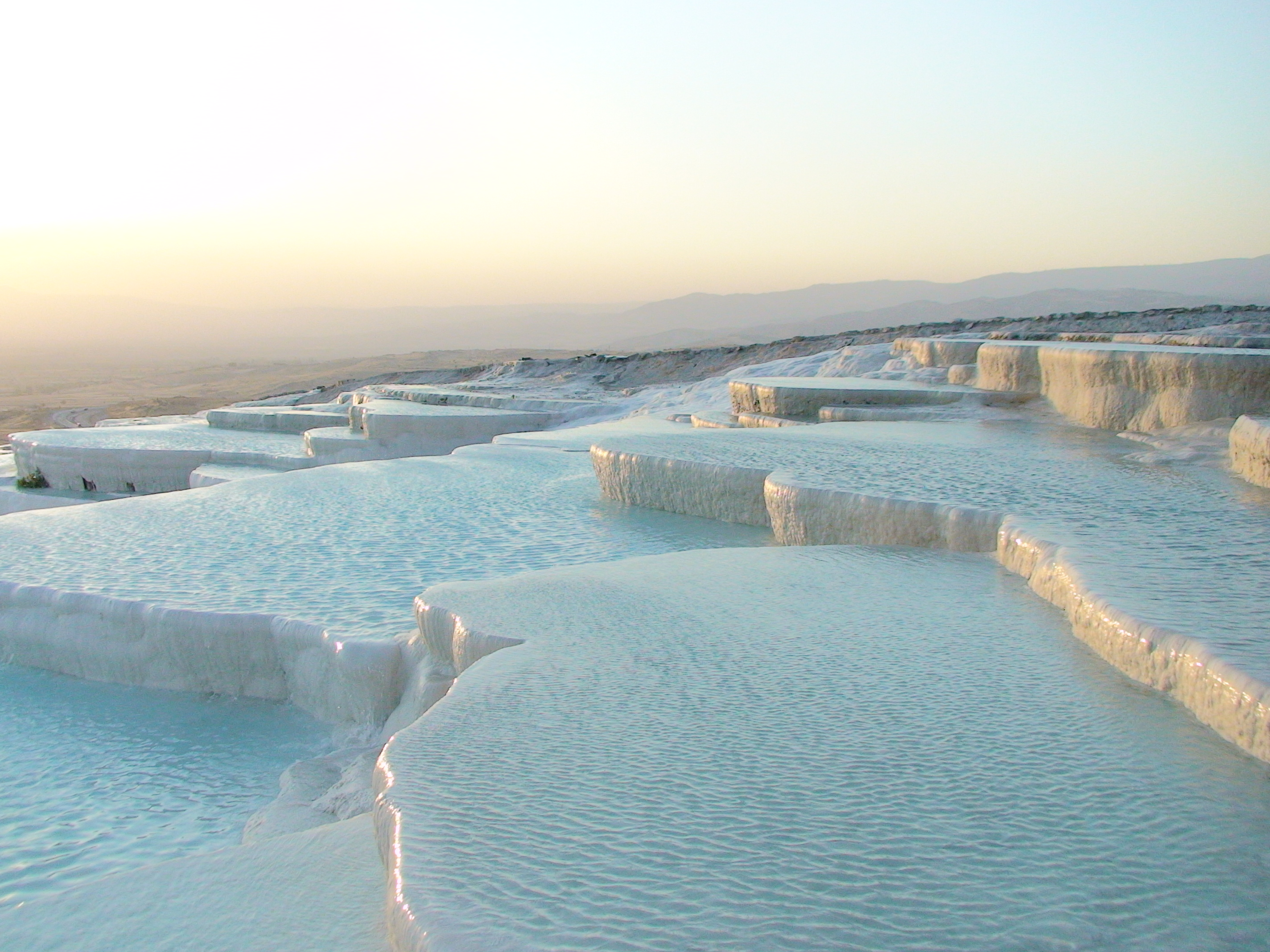
مصاطب من ترسّبات الترافرتين في منطقة باموق قلعة التركية.

يحتلّ الكالسيوم المرتبة الخامسة من حيث الوفرة الطبيعية للعناصر الكيميائية في القشرة الأرضية، وباعتبار ترتيب الفلزّات فهو يأتي في المرتبة الثالثة بعد الألومنيوم والحديد؛ كما أنّه يدخل أيضاً في تركيب بنية القمر. يعدّ كربونات الكالسيوم أكثر خامات الكالسيوم انتشاراً، وهو يدخل في تركيب عددٍ من الكائنات البحرية مثل المرجان واللؤلؤ والأصداف. ربّما يعود انتشار توضّعات الحجر الجيري الرسوبية في القشرة الأرضية إلى كونها بقايا مستحاثات وأحافير الحياة البحرية في العصور الجيولوجية السحيقة. توجد تلك الرسوبيات على شكلين، وهما الكالسيت سداسي التبلور (الأكثر شيوعاً) والأراغونيت ذي النظام البلّوري المعيني القائم (أكثر انتشاراً في البحار المعتدلة). ينتمي إلى الصنف الأول كلٌّ من الخامات التالية: الحجر الجيري (الكلسي) والدولوميت والرخام والطبشور. من جهةٍ أخرى، توجد توضّعات الأراغونيت في الباهاماس وفي الجزر المرجانية المقابلة لولاية فلوريدا الأمريكية، وكذلك في حوض البحر الأحمر. من خامات الكالسيوم الهامّة أيضاً معدن الجصّ، وهو مكوّن من كبريتات الكالسيوم CaSO4·2H2O، وكذلك معدن البرينيت وهو من معادن السيليكات؛ بالإضافة إلى الأنهيدريت CaSO4، وكذلك معدن الفلوريت CaF2 والأباتيت Ca5(PO4)3F.
تعدّ الصين من أكبر منتجي الكالسيوم في العالم (حوالي 10-12 ألف طنّ سنوياً)، بالإضافة إلى روسيا (6-8 آلاف طنّ سنوياً) والولايات المتحدة (2-4 آلاف طنّ سنوياً). أُنتِجَ سنة 2005 حوالي 24 ألف طنّ من الكالسيوم، واستُخدِم أكثرُ من نصفها في الولايات المتحدة؛ ولا تزال طريقةٌ محوّرةٌ من طريقة ديفي مستخدمةً في الصين وروسيا للحصول على فلزّ الكالسيوم، وذلك اعتماداً على مصهور كلوريد الكالسيوم. وما يسهّل من العملية أنّ الكالسيوم أقلّ نشاطاً كيميائياً من السترونتيوم والباريوم على سبيل المثال، إذ تعمل طبقة الأكسيد والنتريد المتشكلّة على سطح فلزّ الكالسيوم على حمايته وجعله مستقرّاً في الهواء، كما تفي المعدّات والآليات القياسية بغرض المعالجة التقنية أثناء تعدين هذا الفلزّ. أمّا في كندا والولايات المتحدة فيُستَحصل الكالسيوم من اختزال الجير بالألومنيوم عند درجات حرارةٍ مرتفعة.
{\displaystyle \mathrm {4\ CaO+2\ Al\ {\xrightarrow {1200^{\circ }C}}\ CaAl_{2}O_{4}+3\ Ca\uparrow } }

### الدورة الجيوكيميائية
يدخل الكالسيوم في دورة حيوية جيولوجية كيميائية تعرف باسم دورة كربونات-سيليكات الجيوكيميائية، وهي صلة الوصل بين التغيّرات في بنية القشرة الأرضية والمناخ ودورة الكربون. في هذه الدورة تتعرّض الصخور الحاوية على الكالسيوم مثل الولاستونيت (CaSiO3، شكلٌ من سيليكات الكالسيوم) إلى عمليات تجوية من حمض الكربونيك (المتشكّل من غاز ثنائي أكسيد الكربون CO2 والماء H2O):
{\displaystyle 2CO_{2}+H_{2}O+CaSiO_{3}\rightarrow Ca^{+2}+2HCO_{3}^{-}+SiO_{2}}
بذلك تتحرّر أيونات الكالسيوم Ca+2 إلى المسطّحات المائية؛ إلى أن تنتقل إلى المحيطات، حيث تتفاعل هناك مع أيونات البيكربونات، وهي إحدى مكوّنات الكربون اللاعضوية المنحلّة، ليتشكّل الحجر الجيري (كربونات الكالسيوم CaCO3)، والذي يترسّب بدوره في القيعان لتتشكّل طبقة رسوبية جديدة:
{\displaystyle Ca^{+2}+2HCO_{3}^{-}\rightarrow CaCO_{3}+CO_{2}+H_{2}O}
عند الوسط القلوي الضعيف لـpH مياه البحر يتحوّل غاز CO2 عائداً إلى البيكربونات.
بالتالي فإنّ المحصّلة الإجمالية للتفاعلات هي انتقال جزيء واحد من CO2 من المحيطات/الغلاف الجوّي إلى غلاف الأرض الصخري؛ بعبارةٍ أخرى؛ فإنّ كلّ تحرّرٍ لأيون كالسيوم Ca+2 من عملية تجوية يوافق بالنهاية إزالة جزيءٍ واحدٍ من CO2 من الأنظمة والأغلفة السطحية (الغلاف الجوي والمائي) وتخزينه على شكل صخور كربونات رسوبية، الأمر الذي له كبيرُ الأثر على المناخ في المدى الطويل.
تُغلَق الدورة عندما تحدث عملية حركة للصفيحات التكتونية في قيعان المحيطات، حيث تندفن ترسّبات الكربونات إلى طبقات أعمق وتحدث تحوّلات جيولوجية بطيئة تتضمّن إحداها تفاعل تغيّر الشكل مع ثنائي أكسيد السيليكون SiO2 ليعود تشكّل صخور السيليكات مجدّداً.
{\displaystyle CaCO_{3}+SiO_{2}\rightarrow CaSiO_{3}+CO_{2}}

## النظائر
الكالسيوم الطبيعي هو مزيجٌ من خمسة نظائر مستقرّة وهي 40Ca و 42Ca و 43Ca و 44Ca و 46Ca؛ بالإضافة إلى وجود نظيرٍ شبه مستقرّ، وهو 48Ca، إذ أنهّ نظير يضمحل، ولكن نصف العمر له يبلغ 4.3 × 1019 سنة؛ وبذلك يكون الكالسيوم أوّل عنصر خفيف بستّةِ نظائر طبيعية متوفّرة.
أكثر هذه النظائر وفرةً هو كالسيوم-40 40Ca بنسبةٍ تصل إلى 96.9%؛ وهو ينتج من عملية احتراق السيليكون من اندماج جسيمات ألفا، كما ينتج هذا النظير أيضاً من الاضمحلال البطيء للنويدة الابتدائية للنظير بوتاسيوم-40. يعدّ النظير الكالسيوم-40 أثقل نويدة مستقرة ذات عددٍ متساوٍ من البروتونات والنيوترونات. أمّا النظير الثاني للكالسيوم من حيث الوفرة فهو كالسيوم-44 44Ca، والذي تصل نسبة وفرته إلى 2.80%؛ في حين أنّ باقي النظائر نادرةٌ نسبياً، وتشكّل نسبة وفرة طبيعية أقلّ من 1%، وهي تنتج من عملية احتراق الأكسجين بالإضافة إلى احتراق السيليكون. ينتج النظير كالسيوم-40 غالباً من عملية التقاط النيوترون البطيئة الساخنة، لأنّ تشكّله يتطلّب دفقاً مرتفعاً من النيوترونات ليتمكّن النظير كالسيوم-45 قصير العمر من التقاط نيوترون. أمّا النظير كالسيوم-48 فيتشكّل من عملية التقاط إلكترون أثناء عملية التقاط النيوترون السريعة داخل المستعر الأعظم من النوع Ia، حيث يؤمّن وجودُ عددٍ كبيرٍ من النيوترونات مرتفعةِ الطاقة بقاءَه.
يعدّ استقرار النظيرين كالسيوم-46 46Ca وكالسيوم-48 48Ca ملفتاً للانتباه نظراً للعدد الفائض من النيوترونات بالنسبة لعدد البروتونات (6 و 8 على الترتيب) وذلك مع اعتبار خفّة الوزن الذري للكالسيوم نسبياً. يعود سبب ذلك الاستقرار لأنّ أنوية تلك النظائر ذات عدد سحري مضاعف، ممّا يَحُولُ دونَ الاضمحلال؛ وبالتالي يكون الكالسيوم العنصر الوحيد الذي يمتلك نويدَتين ابتدائيّتَين ذواتي عددٍ سحريِ مضاعف، الأمر الذي يؤمّن الاستقرار. فالكالسيوم-48 على سبيل المثال يمتلك 20 بروتون و28 نيوترون، والتي تكون مرتّبة على شكل أغلفة مغلقة؛ بالتالي فإنّ حدوث اضمحلال بيتا إلى نظير السكانديوم-48 محظور، لذلك فإنّ الاضمحلال يكون وفق اضمحلال بيتا المضاعف إلى تظير التيتانيوم-48، وبذلك يكون أوّل نظيرٍ خفيفٍ يقوم بهذه العملية.
كما هو الحال مع العناصر الأخرى، فإنّ عدداً من العمليات تغيّرُ من الوفرة الطبيعية لنظائر الكالسيوم؛ ومنها عملية التجزئة النظيرية لتلك النظائر وفق الكتلة أثناء ترسيب معادن الكالسيوم مثل الكالسيت والأراغونيت والأباتيت من المحاليل، إذ أن النظائر الأخفّ تكون مفضّلةً أثناء التشكّل، ممّا يترك المحاليل غنيةً بالنظائر الأثقل، ويُقدَّر ذلك التفاوت بتتبُّع نسبة النظيرين 44Ca/40Ca في العيّنات، وتقدّر نسبة التفاوت بحوالي 1%.

## الخواص الفيزيائية
الكالسيوم فلزٌّ فضّي اللون ينصهر عند 842 °س ويغلي عند 1494 °س، وهي قيم أعلى من نظيراتها من المغنسيوم والسترونتيوم، وهما العنصران المجاوران للكالسيوم في مجموعة الفلزّات القلوية الترابية. يتبلور الكالسيوم وفق نظام بلوري مكعب مركزي الوجه مثل السترونتيوم؛ فوق الدرجة 450 °س تتغيّر البنية البلّورية إلى نظامٍ سداسيٍّ متراصّ مثل المغنسيوم. تبلغ كثافة الكالسيوم 1.55 غ/سم3، وهي القيمة الأقلّ في مجموعته.
للكالسيوم صلادة أكبر من الرصاص، لكن يمكن قطعه بسكّين عند تطبيق جهد موافق؛ من جهةٍ أخرى فإنّ لهذا الفلزّ موصلية كهربائية أقلّ من نظيراتها في عنصري النحاس والألومنيوم؛ ولكنها نسبياً جيّدة بالشكل الكافي في وسط معزول عن الهواء، ممّا دفع البعض في التفكير باستخدامه في الفضاء الخارجي.

## الخواص الكيميائية
لذرّة الكالسيوم التوزيع الإلكتروني Ar]4s2]؛ وبما أنّ للكالسيوم اثنين من إلكترونات التكافؤ في الغلاف الإلكتروني الخارجي (غلاف التكافؤ)، فهو بالتالي ثنائي التكافؤ. يميل الكالسيوم بسهولة إلى التخلّي عن هذَين الإلكترونَين وتشكيل أيون الكالسيوم 2+Ca المستقرّ، الذي له بنية شبيهة ببنية أقرب عنصر نبيل في دورة الجدول الدوري، وهو عنصر الآرغون. لذلك فإنّ أغلب مركّبات الكالسيوم هي مركّبات أيونية والتي يكون فيها العنصر الفلزّي ثنائي التكافؤ.
نظرياً، فإنّه من الممكن الحصول على أيون كالسيوم أحادي التكافؤ، لكنّه حسابياً سرعانَ ما سيحصل عليه تفاعل عدم تناسب (تفاعل أكسدة-اختزال ذاتي)، الأمر الذي سيحوّله إلى أيون الكالسيوم ثنائي التكافؤ والكالسيوم الفلزي في شكله الحرّ. يعود عدم استقرار أيون الكالسيوم أحادي التكافؤ عملياً إلى أنّ الحرارة القياسية لتكوين المركّبات من النمط MX2 أعلى من المركّبات النظرية من النمط MX؛ إذ أنّ طاقة الشبكة البلورية المتوفّرة من وجود أيونات 2+Ca أعلى منها بالنسبة للأيون النظري +Ca.
يشبه الكالسيوم في خواصه الكيميائية العناصر الأثقل في مجموعة الفلزّات القلوية الترابية: السترونتيوم والباريوم والراديوم. بالمقابل، فإنّ عنصري البيريليوم والمغنسيوم يختلفان عن بقيّة عناصر المجموعة، وهما في صفاتهما أقرب لفلزّي الألومنيوم والزنك على الترتيب، واللذان ينتميان إلى الفلزّات بعد الانتقالية، ولذلك السبب فإنّ البعض يجعل من التصنيف العملي للفلزات القلوية الترابية يبدأ من عنصر الكالسيوم؛ ولهذا فإنّ المقارَنات بين الكالسيوم وعناصر مجموعة الفلزات القلوية الترابية تكون عادةً مع السترونتيوم والباريوم أكثر منها مع المغنسيوم والبيريليوم.

بنية بوليميرية لأيون الكالسيوم المُمَيَّه
^{2+}[Ca(H_{2}O)_{6}]، وذلك يبرز مقدرة الكالسيوم على امتلاك عدد تناسقي مرتفع.

يتفاعل الكالسيوم مع الماء بشدّة وبشكلٍ أسرع من المغنسيوم، لكنّه أبطأ من السترونتيوم، وينتج عن التفاعل هيدروكسيد الكالسيوم وغاز الهيدروجين. كما يتفاعل هذا الفلزّ بحالته العنصرية أيضاً مع الأكسجين والنتروجين في الهواء لتتشكّل عليه طبقةً من أكسيد الكالسيوم CaO ونتريد الكالسيوم Ca3N2. لكن عندما يكون الكالسيوم بشكل مسحوقٍ ناعمٍ فإنّه يحترق بالهواء، في حين أنّ الكمّيات الأكبر تكون ذات نشاط كيميائي أقلّ نسبياً، ولكن الأمر يعتمد على الرطوبة النسبية، فعندما تكون أقل من 30% يكون النشاط الكيميائي ضعيفاً. من جهةٍ أخرى، ينحلّ فلز الكالسيوم في الأمونيا السائلة ليعطي محلولاً ذا لون أزرق غامق.
بالإضافة إلى أكسيد الكالسيوم CaO، يشكّل الكالسيوم أيضاً مع الأكسجين مركّب بيروكسيد الكالسيوم CaO2، لكنّ الدلائل على وجود أكسيد فائق Ca(O2)2 ليست بكبيرة. يعدّ هيدروكسيد الكالسيوم Ca(OH)2 قاعدةً قويّة، لكنّها أضعف من هيدروكسيدات السترونتيوم والباريوم، وكذلك أضعف من هيدروكسيدات الفلزّات القلوية. إنّ جميع الهاليدات الثنائية للكالسيوم معروفة (الفلوريد CaF2 والكلوريد CaCl2 والبروميد CaBr2 واليوديد CaI2)؛ بالإضافة إلى ذلك فإنّ كربونات الكالسيوم CaCO3 وكبريتات الكالسيوم CaSO4 هي مركّبات متوفّرة على شكل معادن منتشرة في الطبيعة.
بسبب الحجم الكبير لأيون الكالسيوم 2+Ca فإنّ امتلاك الكالسيوم لعددٍ تناسقيٍّ كبير أمرٌ شائع، وهو يصل إلى 24 في بعض المركّبات بين الفلزّية مثل CaZn13. يمكن أن يتعقّد الكالسيوم بسهولة من المُتَمَخلِبات الأكسجينية مثل EDTA ومركّبات متعدّدة الفوسفات (بولي فوسفات)، وهذا الأمر له أهمّية كبيرة في الكيمياء التحليلية ولإزالة أيونات الكالسيوم من المياه العَسِرَة. بغياب إعاقة فراغية فإنّ الكالسيوم يستطيع أن يشكّل معقّدات قوية، ولكن عند وجود حلقات ضخمة متعدّدة السنّ فإنّ المعقّدات تصبح أضعف وأقلّ ثباتية.
على الرغم من وجود الكالسيوم في نفس مجموعة المغنسيوم، إلّا أنّ المقدرة على تشكيل مركّبات عضوية فلزّية متباينة بينهما، فالأخير قادر على تشكيل مركّبات غرينيار، في حين أنّ الكالسيوم من النادر أن يشكّل مركبات عضوية فلزية، إذ أن مركّبات الكالسيوم العضوية أصعب تحضيراً وأقلّ استقراراً؛ رغم ذلك، فإنّها لا تزال محطّ أبحاث لاحتمال استخدامها في عمليات التحفيز. من الأمثلة على مركّبات الكالسيوم العضوية معقّد ثنائي حلقي بنتاديينيد الكالسيوم Ca(C5H5)2، رغم أن إضافة مستبدل ميثيلي على حلقة البنتاديين يزيد من انحلالية وتطايرية والاستقرار الحركي للمعقّد.

## الدور الحيوي
| العمر     | مقدار الكالسيوم (ملغ/يوم) |
| --------- | ------------------------- |
| 1–3 سنوات | 700                       |
| 4–8 سنوات | 1000                      |
| 9–18 سنة  | 1300                      |
| 19–50 سنة | 1000                      |
| >51 سنة   | 1000                      |
| الحمل     | 1000                      |
| الإرضاع   | 1000                      |

### الوظيفة
الكالسيوم عنصرٌ أساسي يحتاج إليه الجسد بكمّيات كبيرة. يعمل الأيون Ca2+ ككهرل وهو أساسي لصحّة الأنظمة العضلية والدورانية والهضمية، ولا غنى عنه في تكوين العظام ويدعم تخليق ووظيفة الخلايا الدموية. على سبيل المثال، ينظّم الكالسيوم انقباض العضلات والنقل العصبي وتجلّط الدم. ونتيجةً لذلك تُنظَّم مستويات الكالسيوم داخل وخارج الخلية بإحكام بواسطة الجسد. يمكن للكالسيوم لعب هذه الأدوار لأنّ أيونات Ca2+ تشكّل معقّدات تناسقية مستقرّة مع العديد من المركّبات العضوية وبشكل خاص البروتينات، كما تشكّل مركّبات مع مجموعة متنوّعة من المركّبات القابلة للذوبان، وهذا يسمح بتكوين الهيكل العظمي.
الكالسيوم فلز أساسي في تركيب العظام في جسد الإنسان والحيوان، وكذلك عنصر أساسي في تركيب الأسنان وسلامتها . بالنسبة للأم الحامل ينصح خبراء التغذية بأن تتعاطى مع الغذاء مالا يقل عن 1000 مليجرام (أي 1 جرام) من الكالسيوم أثناء الحمل وخلال السنة الأولى للرضاعة، حتى يتمتع الجنين وبعد ذلك الرضيع ببنية عظمية وأسنان سليمة . مراعاة هذا الشرط يمنع أن تفقد الأم أثناء الحمل من محتويات الكالسيوم التي في عظامها، فإن هذا يؤثر سلبا على صحتها وسلامتها في بقية حياتها . ذلك الحد لغذاء المرأة الحامل حددته هيئة طبية متخصصة DGE ، مكونة من أطباء وخبراء تغذية من البلاد المتحدثة باللغة الألمانية وهي ألمانيا والنمسا وسويسرا . تلك الهيئة تتقابل عدة مرات خلال السنة وتراجع ما جرى من أبحاث طبية في شأن ما، وتعدل على أساس المستجدات مستوى تواجد عنصر ما في غذاء الإنسان .
كذلك تهتم الهيئة DGE باحتياج الأطفال المتزايد للكالسيوم قبل وخلال فترة البلوغ، حيث ينمو جسم الطفل بطريقة سريعة . ولكن الكثير من المواد الغذائية غنية بالكالسيوم، مثل: الحليب ومنتجات الحليب كالجبن والزبادي، وفي الخبز المصنوع من الدقيق الكامل (يحتوي على النخالة) ، و في الخضروات والفاكهة وفي الأسماك والبيض، ومهم هنا تنويع الغذاء بحيث تضمن الأم حصول الطفل على ما يحتاجه من الكالسيوم عن طريق تنويع الغذاء.
توجد في تلك المواد الغذائية المذكورة أعلاه عناصر أخرى مهمه لتركيب جسم الإنسان وتحافظ على سلامته، ونذكر هنا على سبيل المثال : عناصر الحديد واليود، والماغنسيوم، وحمض الفوليك، والفيتامينات .
نلاحظ في الجدول المأخوذ عن معهد الولايات المتحدة للطب أن احتياج الأطفال بين سن 9 - 18 إلى الكالسيوم بنسبة أكبر من الصغار والكبار، فاحتياجهم اليومي يصل إلى 1300 مليجرام من الكالسيوم . هذا يتوافق مع بيانات هيئة الأوربية . كما نلاحظ أن احتياج كبار السن لا يقل عن 1000 مليجرام من الكالسيوم في اليوم، هذا حتى لا يحدث لهم تلين العظام في الكبر.

### الارتباط
يمكن أن تشكّل أيونات الكالسيوم معقّدات مع البروتين عبر الارتباط بمجموعات الكربوكسيل الخاصّة بوحدات حمض الجلوتاميك وحمض الأسبارتيك، أو عبر التآثر مع وحدات السيرين، التيروسين أو الثريونين المفسفرة، أو عبر التمخلب بواسطة وحدات الأحماض الأمينية المكرسلة-γ. يستخدم التريبسين -وهوإنزيم هضمي- الطريقة الأولى، في حين يستخدم الأوستيوكالسين - وهو بروتين في مطرس العظام- الطريقة الثالثة. أمّا بعض بروتينات مطرس العظام الأخرى مثل أوستيوبونتين وسيالوبروتين العظم تستخدم كلا الطريقتين الأولى والثانية. إن التنشيط المباشر للإنزيمات عبر الارتباط بالكالسيوم أمرٌ شائع، وبعض الإنزيمات الأخرى تُنشَّط بواسطة ترابط غير تساهمي مع إنزيمات مرتبطة مباشرة بالكالسيوم. يرتبط الكالسيوم كذلك بغشاء الخلية الفوسفولبيدي، مثبّتاً البروتينات المرتبطة بسطح الخلية.

### الذوبانية

التناول العالمي للكالسيوم لدى البالغين (ملغ/يوم)
<400
400–500
500–600
600–700
700–800
800–900
900–1000
>1000

يعتبر مركّب فوسفات أحادي الكالسيوم مرتفع الذوبانية في الماء أحد الأمثلة على المجال الواسع لذوبانية مركّبات الكالسيوم، ويكون حوالي 85% من الكالسيوم خارج الخلوي على شكل فوسفات ثنائي الكالسيوم مع ذوبانية تقدّر بـ 2.0 ميلي مول؛ بالمقابل فإنّ هيدروكسيل أباتيت العظام في المطرس العضوي هو فوسفات ثلاثي الكالسيوم وتقدّر ذوبانيته بـ 100 ميكرو مول.

### التنظيم الهرموني لتكوين العظام
يعزّز الهرمون الدرقي وفيتامين دي تكوين العظام عبر السماح بتحسين ترسيب أيونات الكالسيوم فيها، ما يسمح بتخليقٍ سريعٍ للعظام من دون التأثير على كتلة العظم ومحتوى الملح. حين تنخفض مستويات الكالسيوم في البلازما، تُنشَّط مستقبلات سطح الخلية ويحدث إفراز الهرمون الدرقي الذي يعمل على تحفيز دخول الكالسيوم إلى بلازما الدم عبر أخذها من خلايا الكلية والأمعاء والعظام المستهدفة. إن عمل الهرمون الدرقي في تحفيز تكوين العظام يعاكسه عمل الكالسيتونين الذي يزيد إفرازه عند تزايد مستويات الكالسيوم في البلازما.

### مستويات غير طبيعية بالبلازما
قد يسبب التناول الفائض للكالسيوم حدوث فرط كالسيوم الدم. وبما أنّ امتصاص الأمعاء له غير فعال، فعلى الأرجح يمكن أن يحدث ارتفاع الكالسيوم في البلازما بسبب الإفراز المفرط للهرمون الدرقي، أو ربما بالتناول المفرط لفيتامين دي، وكلاهما يُسهِّل عملية امتصاص الكالسيوم. يمكن أن يحدث كذلك بسبب تخرّب العظام الذي يحدث عند انبثاث الأورام داخل العظام. جميع هذه الظروف ينتج عنها ترسيب أملاح الكالسيوم الفائضة في القلب أو الأوعية الدموية أو الكلى. تشمل أعراض فرط كالسيوم الدم فقدان الشهية وغثيان وتقيؤ وفقدان الذاكرة والارتباك وضعف العضلات وزيادة التبوّل وتجفاف وأمراض العظام الأيضية. يقود فرط كالسيوم الدم المزمن عادةً إلى تكلّس النسيج اللين وهو مرض خطير: على سبيل المثال، يمكن أن يسبّب التكلّس فقدان مرونة الجدران الوعائية واضطراباً في تدفّق الدمّ الصفيحي، ومنه إلى تمزّق الصفائح الدموية وحدوث الخثار. من جهةٍ أخرى، فإنّ تناول الكالسيوم أو فيتامين دي غير الكافي قد ينتج عنه نقص كالسيوم الدم الذي يسبّبه عادةَ الإفراز غير الكافي للهرمون الدرقي أو المستقبلات الخلوية الخاصّة به. تشمل الأعراض استثارة الأعصاب العضلية، والتي يُحتمل أن تسبّب التكزز واضطراباً في الموصلية داخل النسيج القلبي.

### مرض العظام
للكالسيوم دور كبير في تخليق العظام، والعديد من أمراض العظام يمكن أن ترجع إلى مشاكل في مطرسها العضوي أو هيدروكسيل أباتيت في البنية أو التنظيم الجزيئي للمطرس. على سبيل المثال: هشاشة العظام هي انخفاض في محتوى ملح الكالسيوم في العظم لكل وحدة حجم، ويمكن أن تُعالج بواسطة مكمّلات الكالسيوم وفيتامين دي وبيسفوسفونات. مكمّلات الكالسيوم يمكن أن ترفع لبيدات البلازما لدى النساء اللاتي تجاوزن سن اليأس وكذلك الرجال كبار السن، بعد سن اليأس يظهر أن تناول النساء لمكمّلات الكالسيوم له علاقة مترابطة بالأمراض الوعائية القلبية. كما أنّ تناول كمّيات غير كافية من الكالسيوم والفيتامين دي وربما الفوسفات يمكن أن تقود إلى تلين العظام.

## الاستخدامات

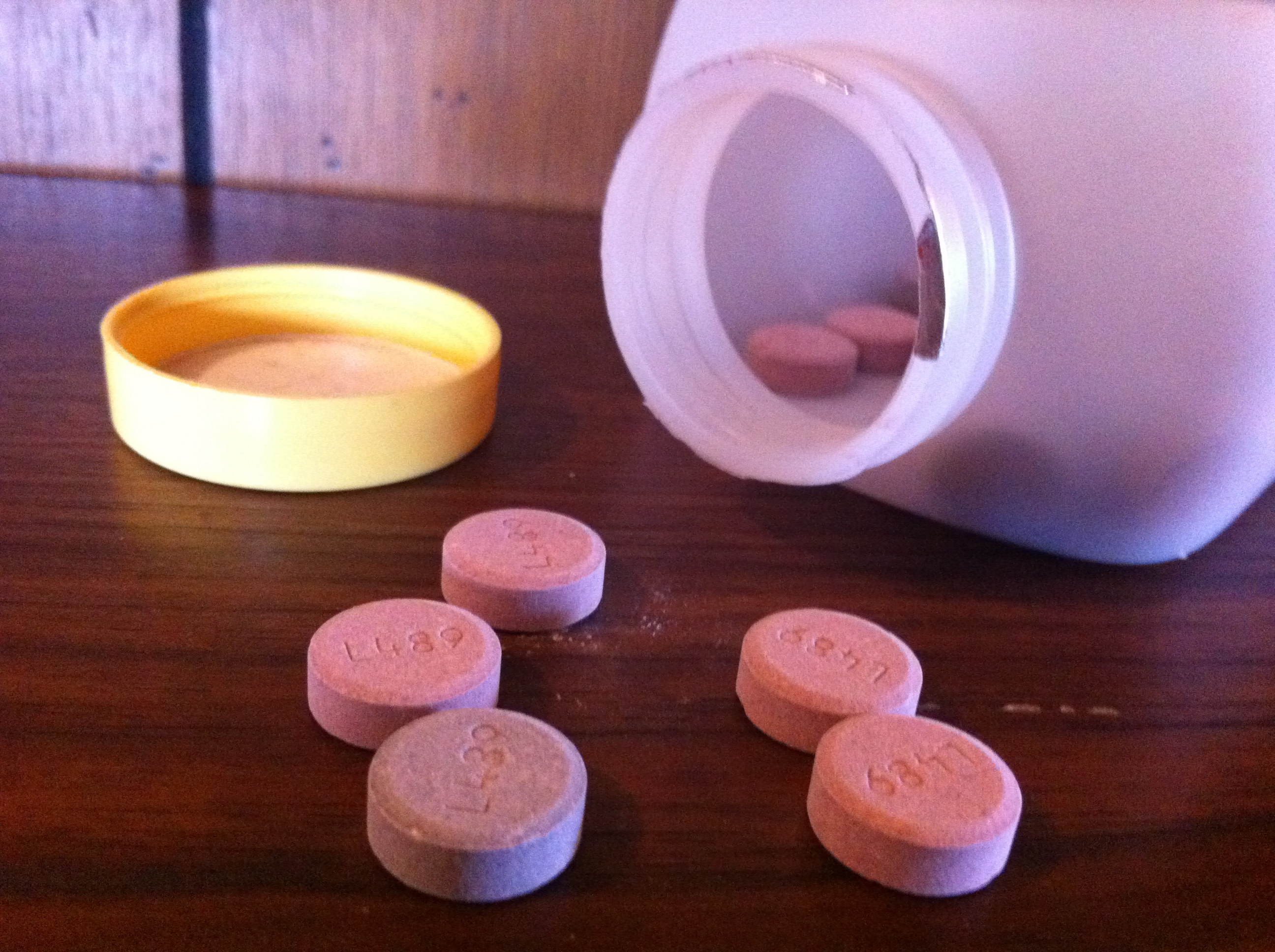
مضادة حموضة بالكالسيوم.